# 長谷川國雄
長谷川 國雄（はせがわ くにお、1901年（明治34年）12月15日 - 1980年（昭和55年）9月2日）は、日本の書籍編集者、実業家。

## 経歴
東京都出身。祖父が旗本という家系に育つ。東京高等工芸学校（現在の千葉大学）機械科卒業、明治大学経済学部中退。日本特殊鋼、萱場産業を経て、実業之世界社に入社。
1928年（昭和3年）、サラリーマン社（自由国民社）を設立し、雑誌「サラリーマン」を創刊、編集長兼社長を務める。1935年（昭和10年）に商号を時局月報社とし、「時局月報」を創刊するが、人民戦線や日本国外の共産党の記事を多く掲載したためたびたび発禁処分を受けた。
1936年（昭和11年）にはコム・アカデミー事件に関与した疑いで検挙
、さらに1937年（昭和12年）には治安維持法違反で1年間投獄された。
1948年（昭和23年）に新語辞典に新しい分野を切り開いた「現代用語の基礎知識」を発刊。1949年に自由国民社に改組し社長となる。他に「新譜ジャーナル」の創刊、「口語六法シリーズ」などの出版などを手がけた。